# Aria compressa respirabile
L'aria compressa respirabile è una forma di gas compresso per utilizzo prevalentemente necessario per la respirazione e permetterne lo stoccaggio, il trasporto e l'uso in ambienti ostili e/o sotto l'acqua. Quindi in presenza di incendi e relativi fumi tossici, in ambienti di lavoro o di conflitti militari in presenza di gas tossici o di assenza di aria, ed infine, uso più frequente in assoluto, nel mondo della subacquea per le relative immersioni, grazie al quale ha avuto una grande diffusione ed affinamento delle tecnologie, e per cui si è avuta una evoluzione portando allo sviluppo di miscele respiratorie diverse sia esse arricchite di ossigeno che abbinate ad altri gas quali l'elio o l'argon, per immersioni profonde ed eliminazione dei relativi problemi di narcosi. Viene utilizzata inoltre per il funzionamento delle camere di decompressione.

## Caratteristiche generali
L'aria compressa respirabile è principalmente un gas filtrato, deumidificato e deodorato. Si divide in aria compressa a bassa pressione o ad alta pressione ed è generata da compressori molto sofisticati che ne forniscono quantità proporzionali alla loro potenza.

## Pressioni
Le pressioni di carica sono generate fino a ca 30 atm per la bassa pressione a fino a 350 atm per l'alta pressione. La bassa pressione viene fornita da compressori che lavorano contemporaneamente al subacqueo e forniscono aria attraverso un tubo chiamato "narghilè", nella subacquea è così definito per somiglianza con la pipa ad acqua, lungo a sufficienza da raggiungere le profondità o i luoghi di operatività, o, in ambito professionale, ombelicale, che attraverso il riduttore/regolatore fornisce aria alla pressione ambiente che circonda il subacqueo/operatore. 
L'aria ad alta pressione viene invece immagazzinata in bombole di capacità variabile, da ca 2 fino a 50 L, così da poter essere trasportata e nel caso dei subacquei indossata con cinghiaggi e schienalino o con giubbotti idrostatici chiamati GAV (giubbotto ad assetto variabile).

## Utilizzo
Nell'attività subacquea moderna in generale l'aria compressa respirabile viene usata con il metodo delle bombole collegate all'erogatore, da cui è possibile respirare attraverso un boccaglio, tenuto con la bocca. Questo metodo ha rivoluzionato il mondo delle attività subacquee a cominciare dai primi anni cinquanta, perché permetteva una grande libertà di movimento limitata solo dall'autonomia delle quantità d'aria portata e dai relativi limiti di non decompressione. Nel caso di attività in superficie, prevalentemente in quelle estrattive, miniere, e soccorso, vigili del fuoco, il sistema è lo stesso con differenza nel boccaglio che è di tipo a maschera che copre bocca e naso e in certi casi per sicurezza vengono usate delle maschere a tutta faccia, dette granfacciali, che permettono la respirazione in condizioni naturali, cioè con bocca naso, difendendo anche gli occhi da gas e fumi irritanti. Con queste maschere il tipo di respirazione, a seconda dei casi, può essere a domanda o a flusso continuo.
Con il narghilè, in pratica l'erogatore da sub con frusta di collegamento tra I e II stadio di lunghezza variabile a piacimento e a seconda delle necessità, si ottiene lo stesso sistema di respirazione così come fornita dal compressore a bassa pressione, in pratica permette più libertà di movimento e agilità sott'acqua, senza dover indossare le bombole, ma vincolando il sub alla lunghezza del tubo, questo sistema è generalmente usato per lavori subacquei assistiti da terra o dalla barca, prevalentemente in ambito portuale e a basse profondità. 
Questo sistema in pratica imita quello dei palombari che erano sempre vincolati dal tubo di respirazione collegato ad un mantice o ad una pompa per aria di superficie, mentre attualmente per le immersioni stile palombaro organizzate dalla HDS (Historical Diving Association) per praticità viene usata l'aria compressa respirabile contenuta in bombola da sub e tenuta in superficie.